# Mk.
Mk. (angleško Mark) je vojaška kratica, ki označuje Model.
 (Primer: Vozilo X je imel modele vozila X Mk. I,  X Mk. II,...)